# Grażyna Dziedzic (pływaczka)
Grażyna Dziedzic (ur. 14 stycznia 1963 w Oświęcimiu) – trzynastokrotna mistrzyni Polski seniorów w pływaniu, brązowa medalistka mistrzostw Europy w Splicie, medalistka zawodów o puchar Europy w Göteborgu, trzykrotna finalistka mistrzostw świata w pływaniu w Ekwadorze.

## Życiorys
Naukę rozpoczęła w klasie sportowej w Szkole Podstawowej nr 8 w Oświęcimiu, (późniejsza Szkoła Mistrzostwa Sportowego). Nauczyła się pływać będąc w trzeciej klasie. Rok później wystartowała w pierwszych zawodach jako kraulistka. Wtedy przeszła pod opiekę trenera Kazimierza Woźnickiego, który odkrył jej predyspozycje do stylu klasycznego. Pierwszy sukces odniosła w 1975 r. na mistrzostwach okręgu krakowskiego, zdobywając tytuł mistrzyni młodziczek na dystansie 800 m stylem dowolnym. W tej samej kategorii zdobyła wicemistrzostwo Polski. W 1977 r., po otrzymaniu powołania do kadry narodowej juniorów, w ostatniej klasie szkoły podstawowej przeszła do nowo utworzonej Szkoły Mistrzostwa Sportowego w Raciborzu, gdzie miała rozwijać swój talent i możliwości. Jednak tam trener Władimir Mitrofanow nie pokładał w Grażynie większych nadziei na sukces. Wróciła więc do Oświęcimia i rozpoczęła naukę w Liceum im. Stanisława Konarskiego w Oświęcimiu, które ukończyła w 1983 r. Równocześnie trenowała i odnosiła sukcesy jako podopieczna trenera Kazimierza Woźnickiego, w sekcji pływackiej KS Unia Oświęcim. Karierę sportową zakończyła w 1984 r. W 1996 r. wygrała plebiscyt na najlepszego zawodnika 50-lecia Unii.
Obecnie pracuje w Miejskim Ośrodku Sportu i Rekreacji w Oświęcimiu.

## Osiągnięcia
Na podstawie art. Sukcesy sekcji pływackiej KS "Unia"
- 1976 – weszła do kadry narodowej juniorów
- 1977 – zdobyła pierwszy w życiu i historii swojego klubu tytuł mistrza Polski juniorów
- 1980 – została pierwszą mistrzynią Polski seniorów na 100 i 200 metrów stylem klasycznym
- 1981 – w lipcu tego roku na mistrzostwach Europy w Splicie zdobyła brązowy medal na 200 metrów stylem klasycznym ustanawiając nowy rekord Polski seniorów, rezultatem 2:35,35
- 1982 – jako pierwsza polska pływaczka awansowała do finału mistrzostw świata w Ekwadorze na trzech dystansach (200 m stylem klasycznym, 200 m stylem zmiennym, 400 m stylem zmiennym)
- 1982 – zdobyła 3. miejsce w zawodach o puchar Europy w Göteborgu ustanawiając nowy rekord Polski 2:31,18